# Sunset, Louisiana
Sunset är en ort i Saint Landry Parish i delstaten Louisiana, USA.